# خوان یانراس
خوان یانراس (اسپانیایی: Joan Llaneras‎؛ زادهٔ ۱۷ مهٔ ۱۹۶۹) دوچرخه‌سوار اهل اسپانیا است.
وی در مسابقات کشوری و بین‌المللی در مجموع برندهٔ ۹ مدال طلا، ۵ مدال نقره، ۲ مدال برنز شده‌است.